# АЕС Ґенкай
Атомна електростанція Ґенкай (яп. 玄海原子力発電所 Ґенкай хацуденсьо) — атомна електростанція, розташована поруч з містом Ґенкай в повіті Гіґасімацуура префектури Саґа. Атомна електростанція побудована і експлуатується енергетичною компанією Кюсю.
Усі реактори були побудовані Mitsubishi Heavy Industries і мають водний реактор типу 2 та 4 петлі. Підрозділ 3 був обраний як спеціальний випадок випробувального палива плутонію. Завод знаходиться на ділянці із загальною кількістю 0,87 квадратних кілометрів. Сага не лежить на лінії розлому і отримує найменші землетруси в Японії.

## Енергоблоки
Усі реактори на станції Ґенкай використовують низько збагачене (3-4%) палива діоксиду урану. Ґенкай 1 належить до першого покоління PWR, побудованого Mitsubishi на основі імпортної технології. Ґенкай 2 - це перший реактор другого покоління PWR Mitsubishi, повністю використовуючи власну технологію. Ґенкай 3 і 4 представляють третє покоління PWR Mitsubishi, з подальшими вдосконаленнями.
| Енергоблок | Тип реакторів   | Потужність | Потужність | Початок будівництва | Фізпуск    | Підключення до мережі | Вводення в експлуатацию | Закриття   |
| Енергоблок | Тип реакторів   | Нетто      | Брутто     | Початок будівництва | Фізпуск    | Підключення до мережі | Вводення в експлуатацию | Закриття   |
| ---------- | --------------- | ---------- | ---------- | ------------------- | ---------- | --------------------- | ----------------------- | ---------- |
| Ґенкай-1   | PWR, M (2-loop) | 529 МВт    | 559 МВт    | 15.09.1971          | 28.01.1975 | 14.02.1975            | 15.10.1975              | 27.04.2015 |
| Ґенкай-2   | PWR, M (2-loop) | 529 МВт    | 559 МВт    | 01.02.1977          | 21.05.1980 | 03.06.1980            | 30.03.1981              | 09.04.2019 |
| Ґенкай-3   | PWR, M (4-loop) | 1127 МВт   | 1180 МВт   | 01.06.1988          | 28.05.1993 | 15.06.1993            | 18.03.1994              | —          |
| Ґенкай-4   | PWR, M (4-loop) | 1127 МВт   | 1180 МВт   | 15.07.1992          | 23.10.1996 | 12.11.1996            | 25.07.1997              | —          |